# Jan Moszczyński
Jan Maksymilian Moszczyński (ur. 23 maja 1869 we Lwowie, zm. 2 grudnia 1932 tamże) – polski prawnik, urzędnik pocztowy, minister poczt i telegrafów.

## Życiorys
Absolwent Wydziału Prawa Uniwersytetu Lwowskiego (1890). Następnie do 1918 pracował w Dyrekcji Poczt i Telegrafów we Lwowie jako praktykant, urzędnik administracyjny, a od 2 września 1914  radca pocztowy VI rangi.
Po odzyskaniu niepodległości przeszedł do pracy w Ministerstwie Poczt i Telegrafów, 11 marca 1919 mianowany na naczelnika Wydziału Organizacyjnego. Od 1919 pracował w Ministerstwie Poczt i Telegrafów w randze radcy ministerialnego. 24 stycznia 1919 kierownik Ministerstwa Spraw Wojskowych, płk Jan Wroczyński mianował go szefem Centralnego Zarządu Poczt Polowych przy Ministerstwie Poczt i Telegrafów w Warszawie. W listopadzie 1919 oddelegowany do Poznania, gdzie objął stanowisko szefa Departamentu Pocztowego w Ministerstwie b. Dzielnicy Pruskiej, 5 marca 1921 mianowany dyrektorem Departamentu Pocztowego w Ministerstwie Poczt i Telegrafów.
Od 31 lipca 1922 do 26 maja 1923 był kierownikiem ministerstwa w rządach Juliana Nowaka i rządzie Władysława Sikorskiego. Od 28 maja 1923 do 14 grudnia 1923 był ministrem tegoż resortu w rządzie Wincentego Witosa, 5 grudnia 1923 resort został zlikwidowany, a jego struktura podporządkowana Ministerstwu Przemysłu i Handlu jako Generalna Dyrekcja Poczt i Telegrafów.  29 stycznia 1924 Jan Moszczeński mianowany na dyrektora generalnego poczt i telegrafów, funkcję sprawował do 12 maja 1926.  Po przewrocie majowym przeniesiony na emeryturę.
Pochowany na Cmentarzu Łyczakowskim (kwatera 11,nr 234).

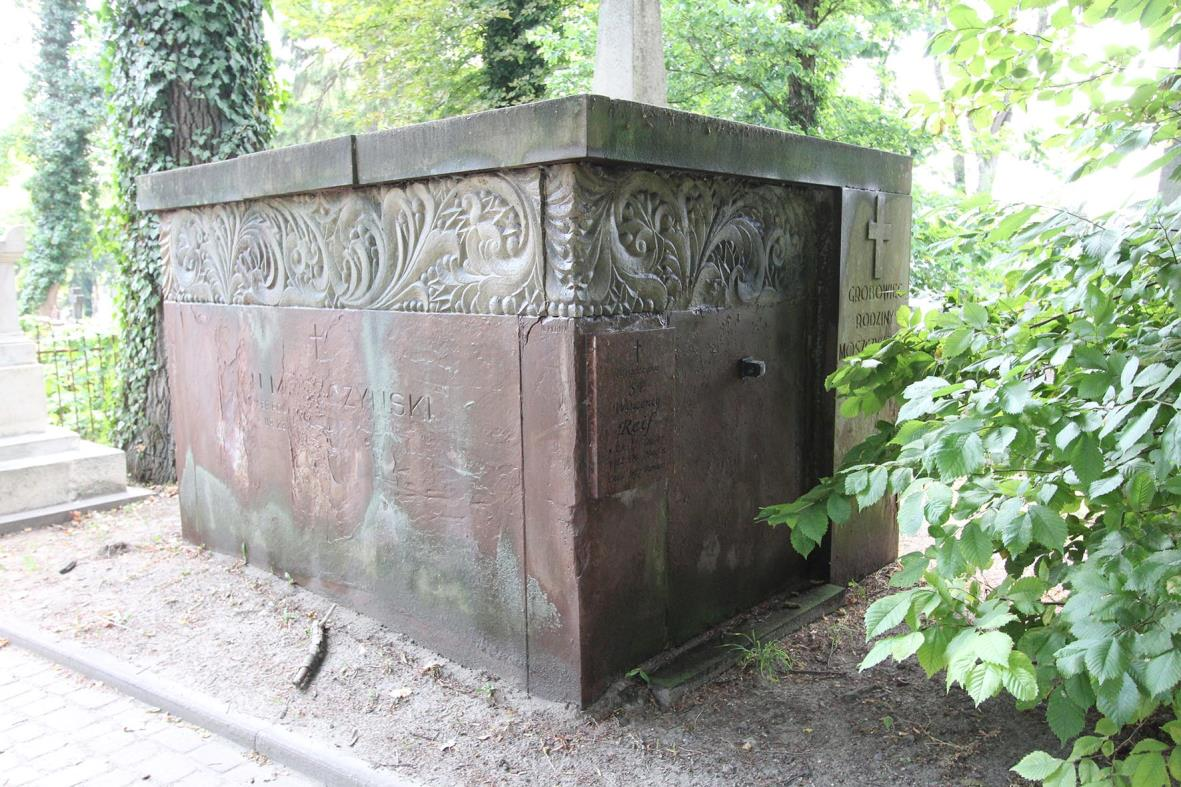
Grób Jana Moszczyńskiego przed renowacją

W 2022 roku z inicjatywy Premiera RP Mateusza Morawieckiego grób Moszczyńskiego został odnowiony. Cały projekt był realizowany przez Fundację Dziedzictwa Kulturowego we współpracy z Kancelarią Prezesa Rady Ministrów.

## Ordery i odznaczenia
- Krzyż Komandorski Orderu Odrodzenia Polski (2 maja 1922)[4][5]

## Przypisy

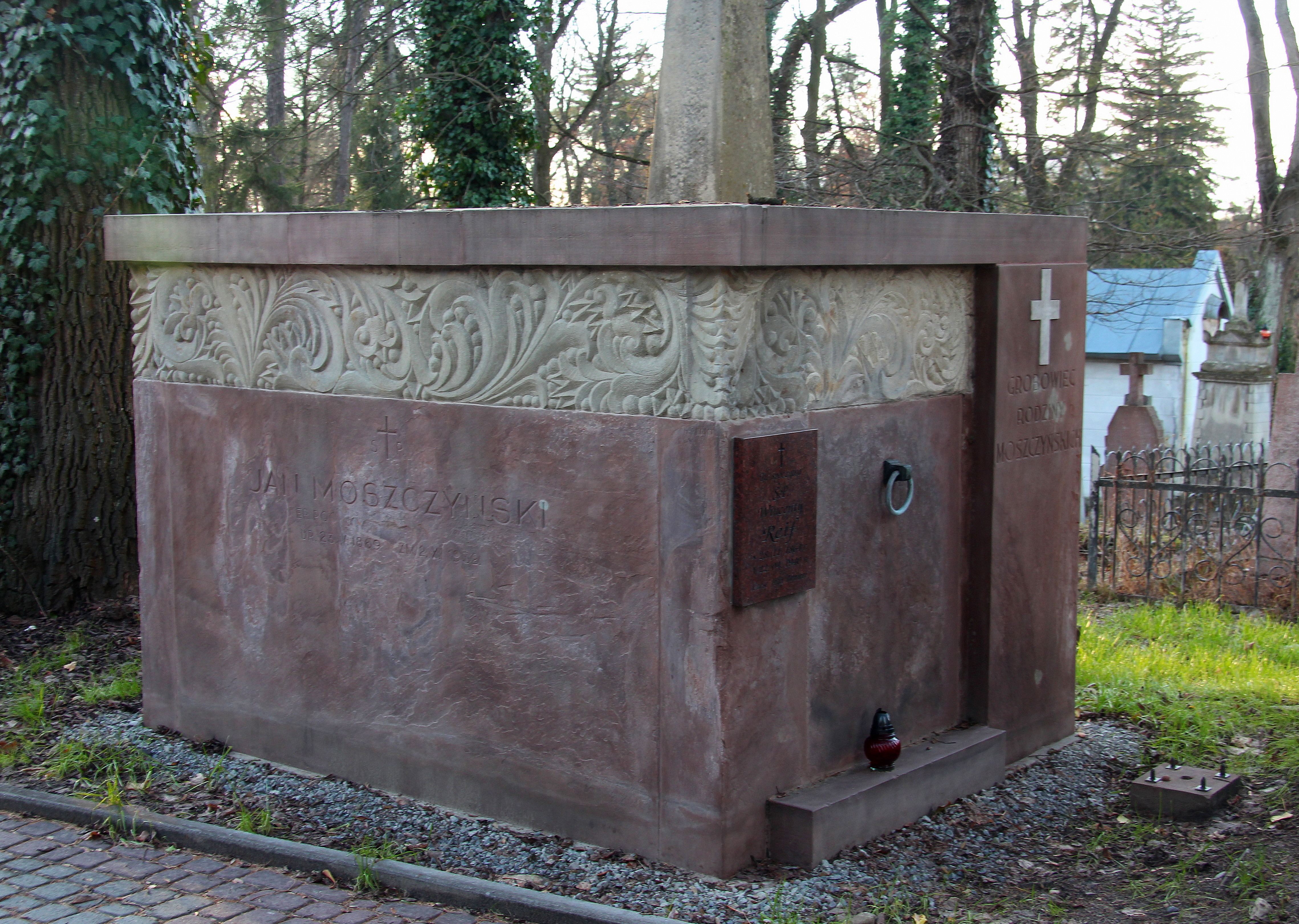
Grób Jana Moszczyńskiego na Cmentarzu Łyczakowskim we Lwowie po renowacji